# Miyazaki Kenji
Kenji Miyazaki (sinh ngày 24 tháng 6 năm 1977) là một cầu thủ bóng đá người Nhật Bản.

## Sự nghiệp câu lạc bộ
Kenji Miyazaki đã từng chơi cho Kyoto Purple Sanga.